# Calzón

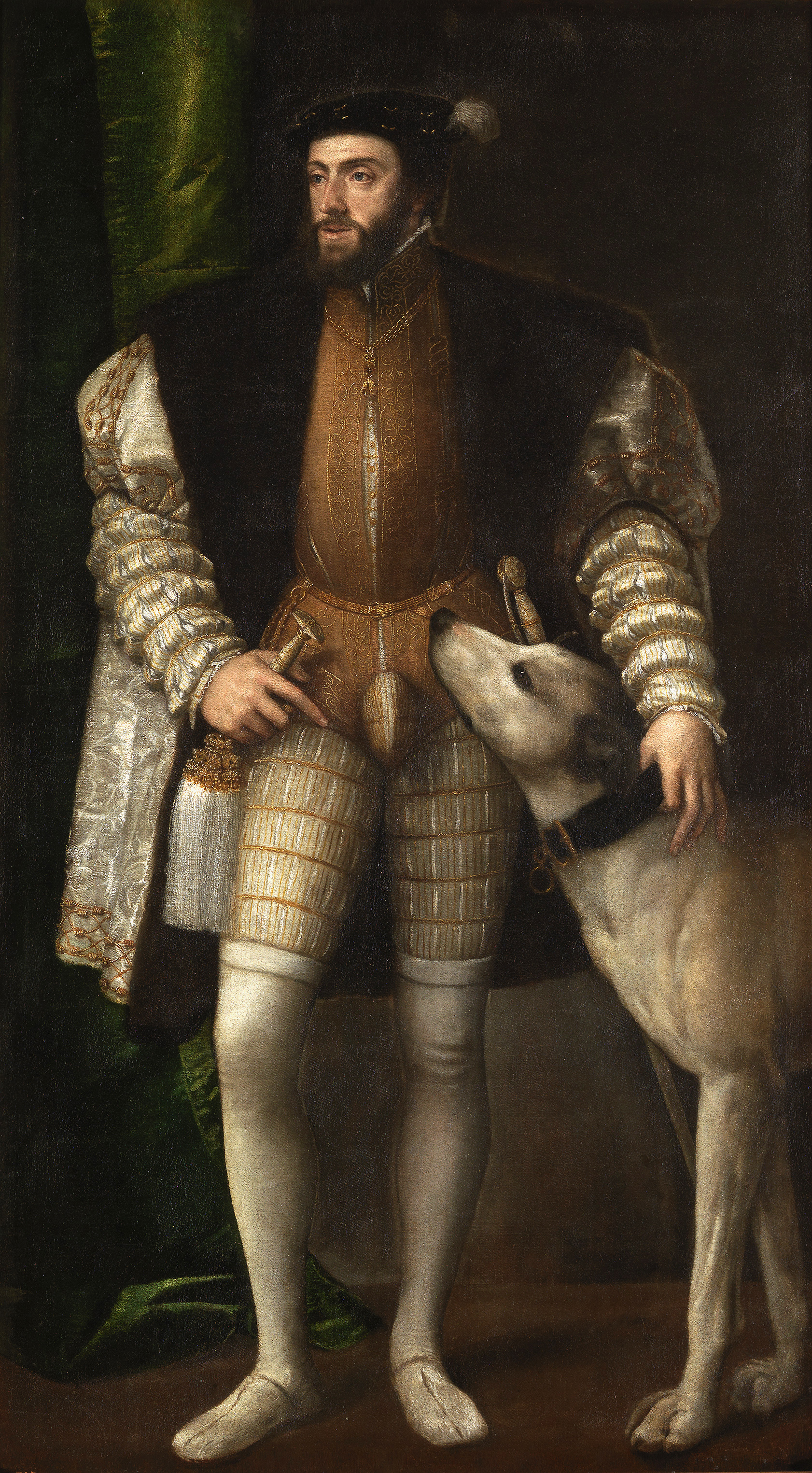
Carlos I de España, pintado por Tiziano en 1533. Con calzones ligeramente abullonados sin tapar la rodilla, y la prominente bragueta o martingala.

Calzón o calzones es la voz genérica que se da a una prenda de vestir; puede ser masculina o femenina dependiendo de la acepción que se tenga en cuenta de la palabra. Por una parte puede referirse a una prenda externa masculina utilizada en los siglos XV, XVI y XVII con distintos nombres y distintas variedades según la moda: calzón, gregüescos, calzones, calzas altas, calzones de relleno y sin relleno. La otra acepción se refiere a una prenda interior que cubre la mitad inferior del cuerpo y está formada por unas perneras que llegan hasta la rodilla. Se sustituyeron por el calzoncillo de los hombres y las bragas de las mujeres. (si bien en algunos países el término calzón o calzones designa la ropa interior ya sea masculina o femenina).

## Historia
El calzón o calzones nacieron cuando las antiguas calzas pasaron de ser de una sola pieza a ser de dos, la superior desde la cintura a la rodilla y la inferior, las calzas propiamente dichas, ajustadas a la pierna y alguna con calzado incorporado. Los primeros calzones entraron en la moda cortesana hacia el siglo XV y principios del XVI. Eran unos calzones que llegaron a tapar la rodilla y después se fueron acortando hasta medio muslo; más tarde a mediados del siglo XVI se redujeron hasta las ingles tomando el nombre antiguo de gregüescos. Estos calzones, que durante un tiempo se llamaron gregüescos  tuvieron su origen en el campesinado que a su vez lo trasmitió a la milicia.
En estos años la vestimenta aristocrática se componía de jubón de satén, gregüescos, calzas de gamuza, sobretodo corto con mangas perdidas, abullonadas y acuchilladas. El resultado era una silueta cuadrada y fornida, muy varonil. Los calzones en esa época también se hacían abullonados y acuchillados, dejando ver entre las tiras la tela que hacía las veces de forro. En la segunda mitad el siglo XVI llegaron a ser tan abultados y escandalosos que en Francia tomaron una forma casi esférica y en Inglaterra salió un decreto legislando «el tamaño monstruoso e indecoroso de los calzones», con multa si no se respetaba.
Durante los reinados de los Austrias en España se utilizaron tejidos lisos (terciopelo, raso, paño o tafetán) y otros tejidos con dibujos como las telas de oro o la piñuela, el damasco y los terciopelos labrados.
- El calzón a través de los tiempos: siglo XVI

El calzón a través de los tiempos:
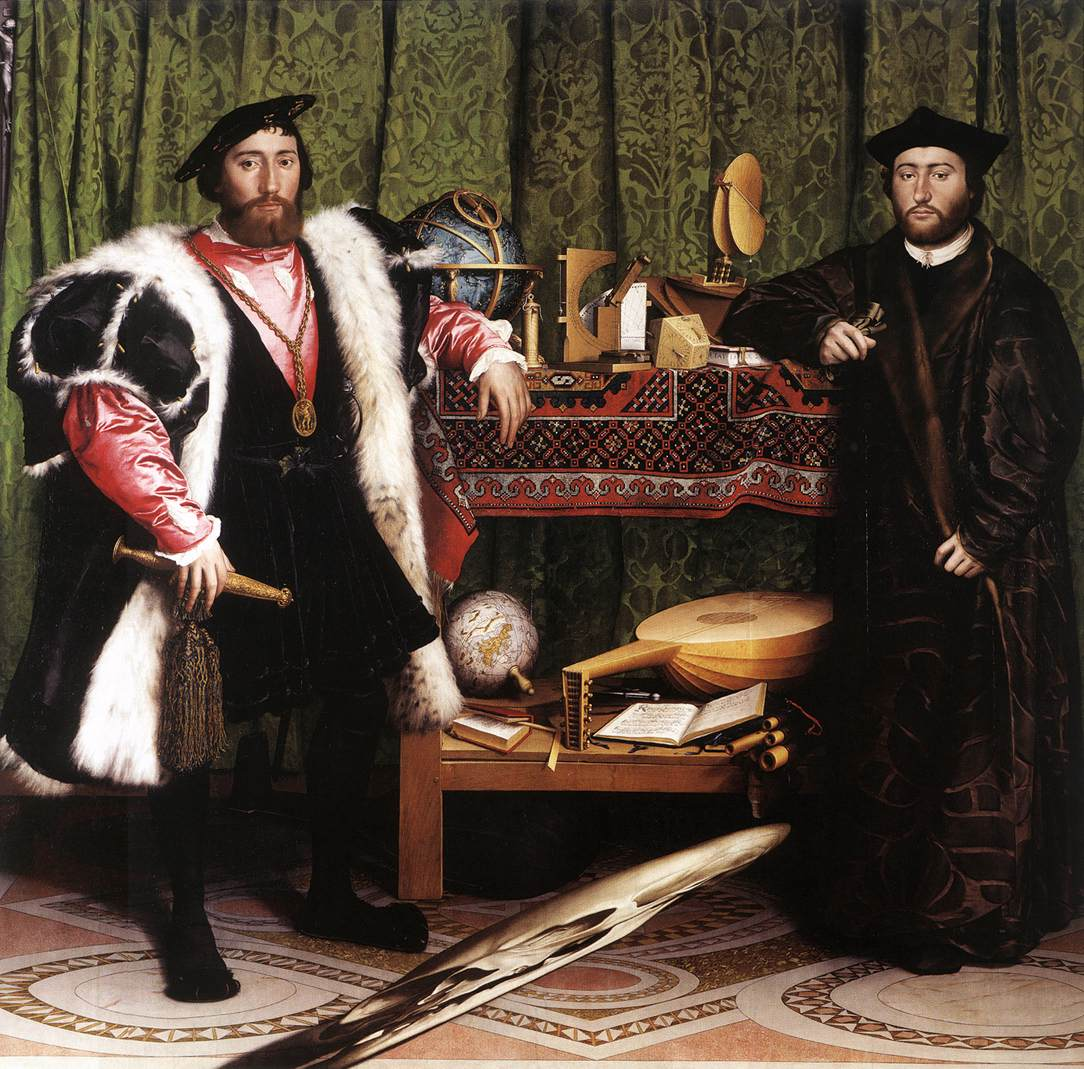
El embajador Jean de Dinteville: hombros cuadrados y aspecto varonil
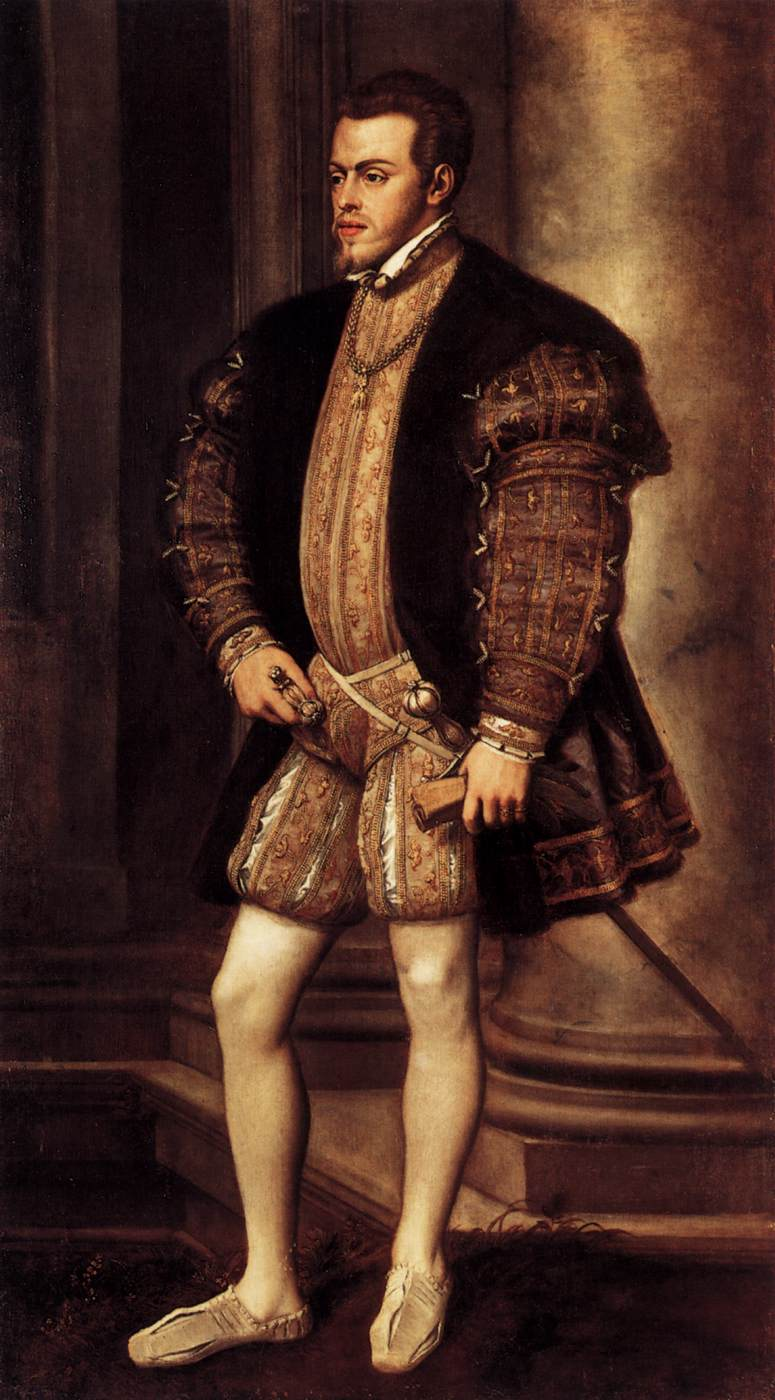
Felipe II, hacia 1554
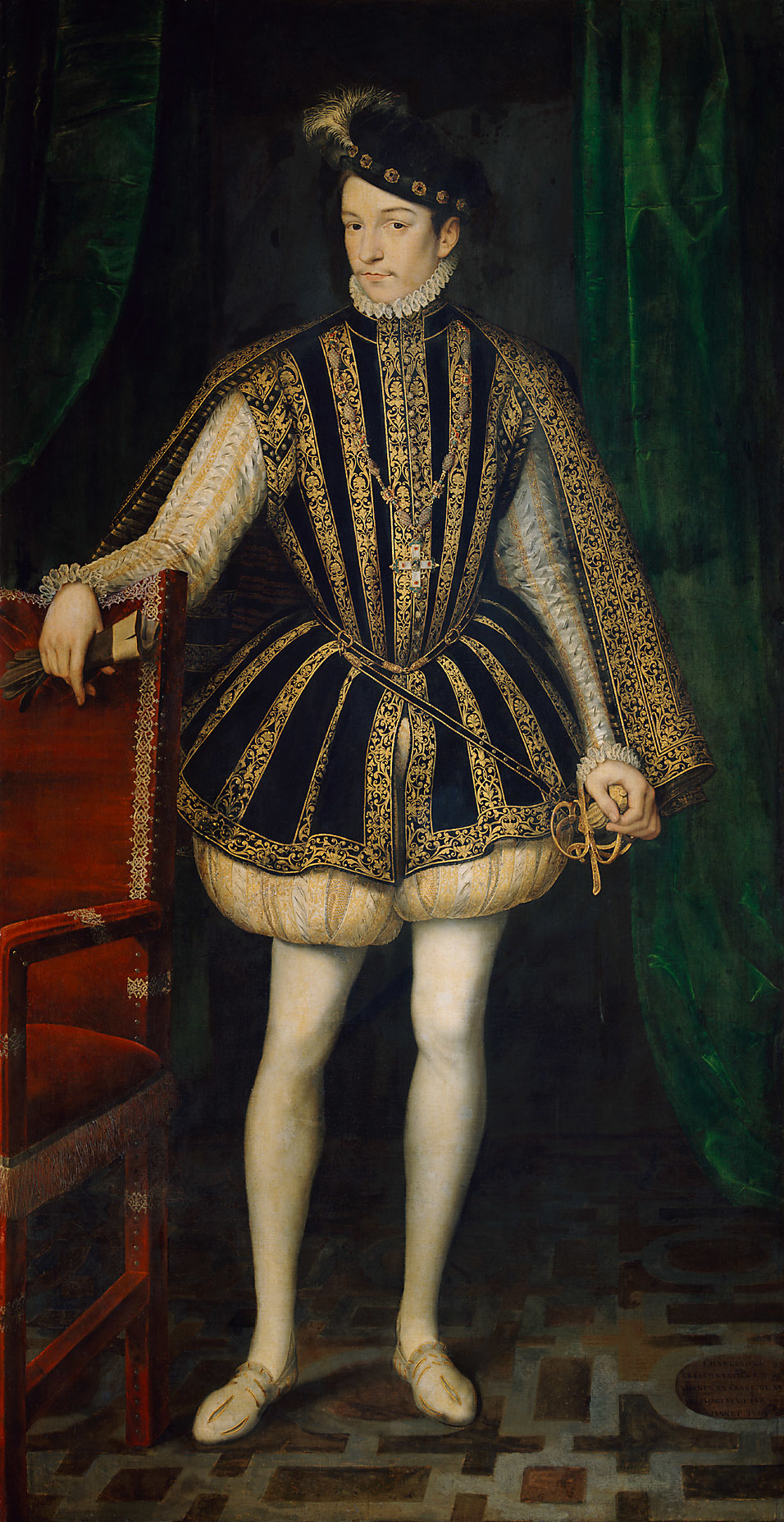
Carlos IX de Francia, hacia 1566
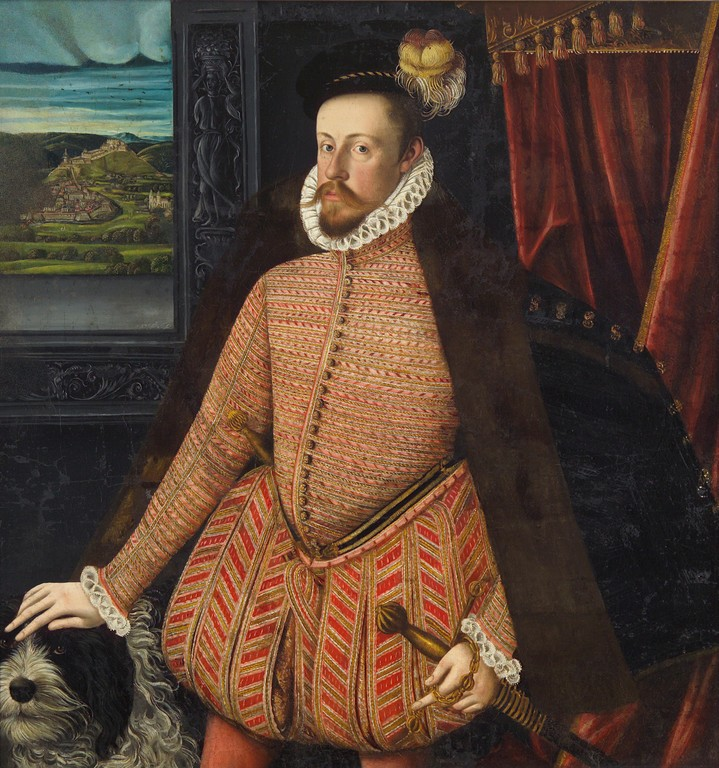
El duque Carlos II de Estiria, 1569

Hasta el primer cuarto del siglo XVII continuaron en uso los calzones, tanto cortos como por debajo de la rodilla. La exageración y el lujo fueron en aumento. Pero a partir de la década de 1620 fue cambiando su hechura; se hicieron más largos hasta llegar a las pantorrillas y desaparecieron los grandes rellenos. Las calzas, que habían estado al aire definiendo la anatomía de las piernas, se taparon o fueron sustituidas por  botas de caña blanda con vueltas o sin vueltas. Los calzones se adornaron y ribetearon con una pieza llamada calcetón, hecha de encajes, que caía sobre el borde de la bota.
Corría el siglo XVII y a mediados seguía siendo Francia el punto de referencia de la moda. Hacia los años 1640 surgió un tipo de calzón llamado Rhingrave, ancho y con tanto vuelo que casi parecía una falda o una prenda de mujer; estaba demasiado adornado con cintas, vuelos y encajes, tanto en las aberturas de los bolsillos como en la cinturilla; apenas tuvo éxito y antes de que finalizara el siglo desapareció, y además los calzones se alargaron hasta más abajo de las rodillas. Llegaron a usar el Rhingrave el rey Luis XIV de Francia, Carlos II de Inglaterra y Felipe IV de España.

El calzón en el siglo XVII
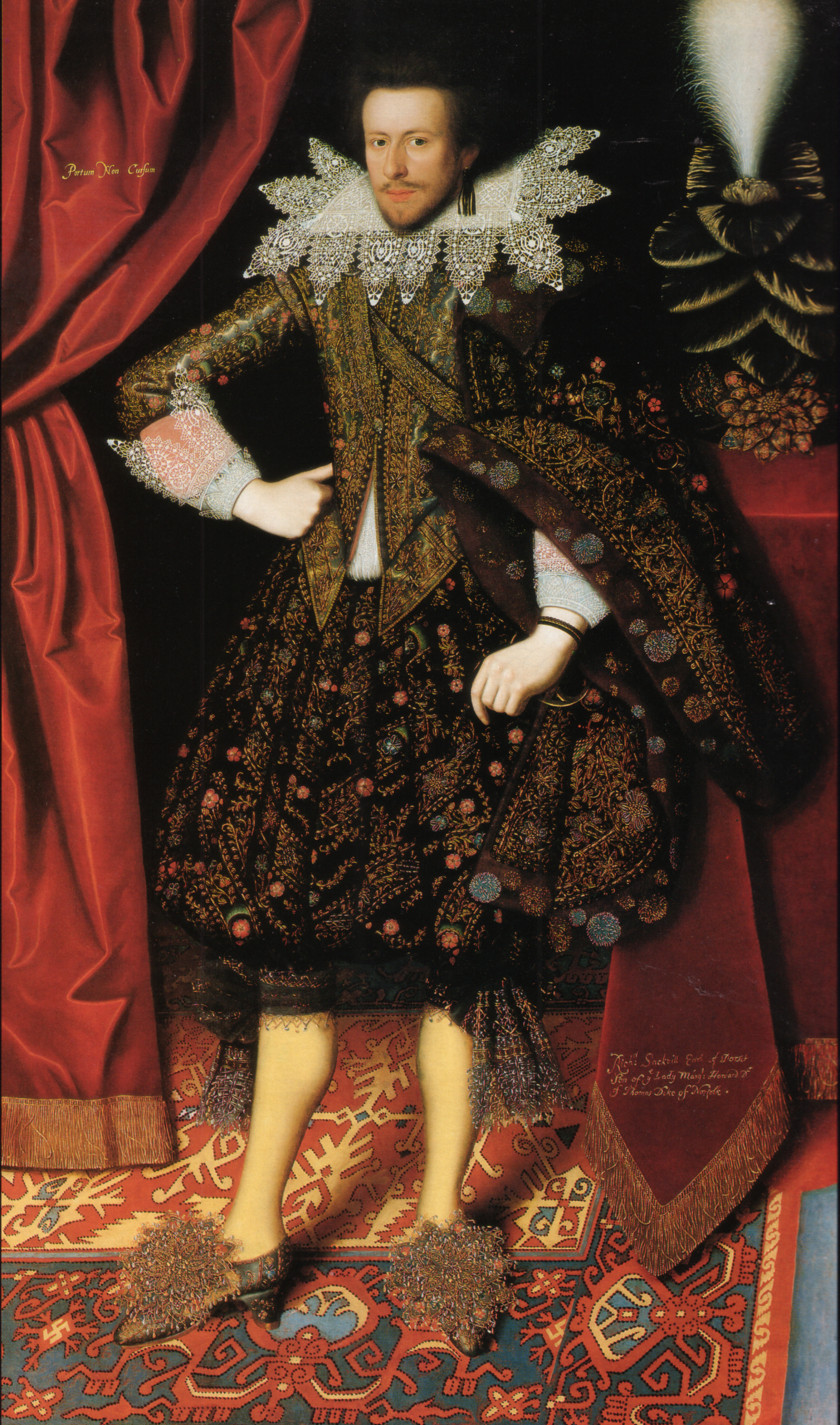
1613: Edward Sackville, continúa el lujo y la exageración
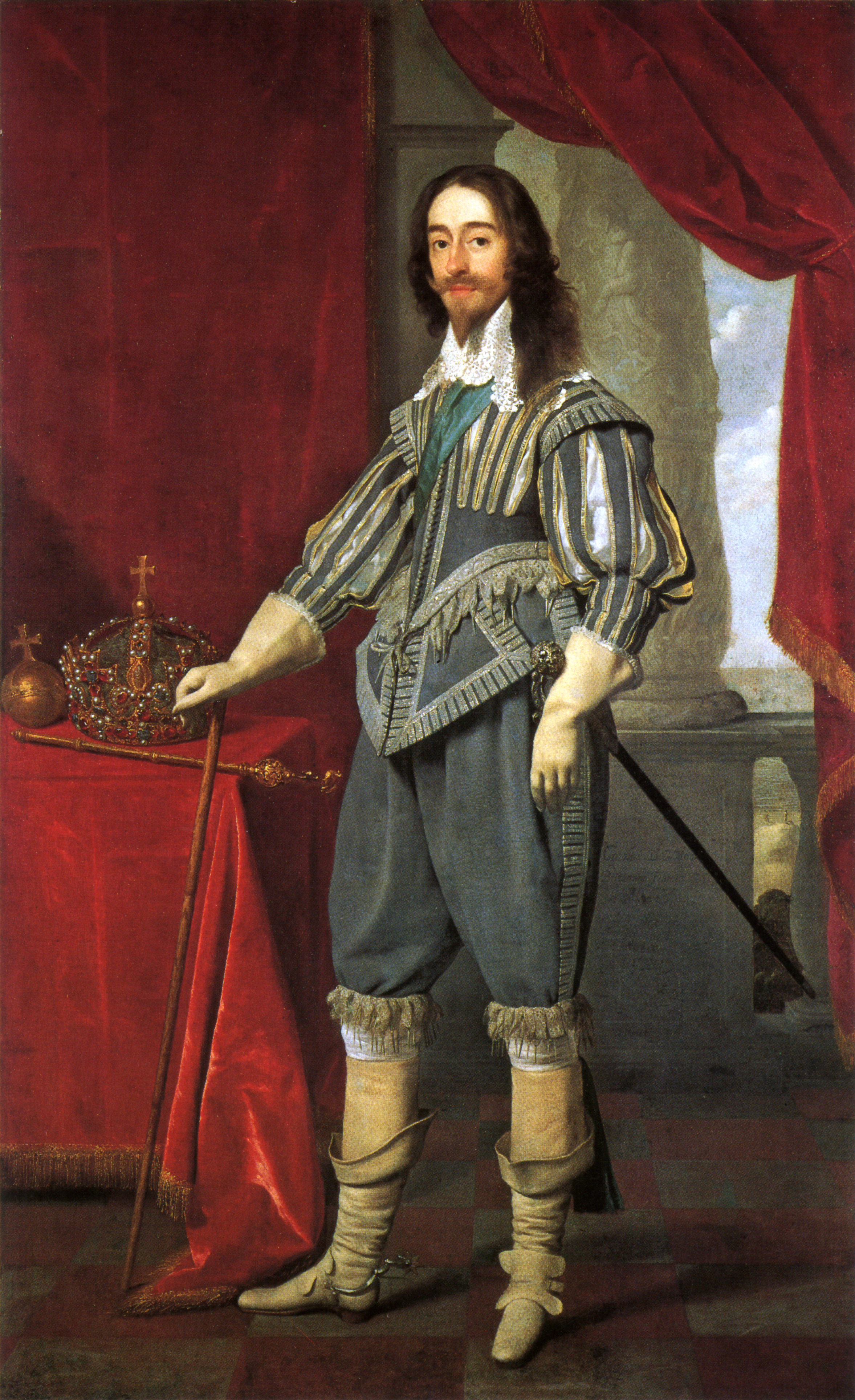
1631: Carlos I Inglaterra, con calcetón de encaje y botas
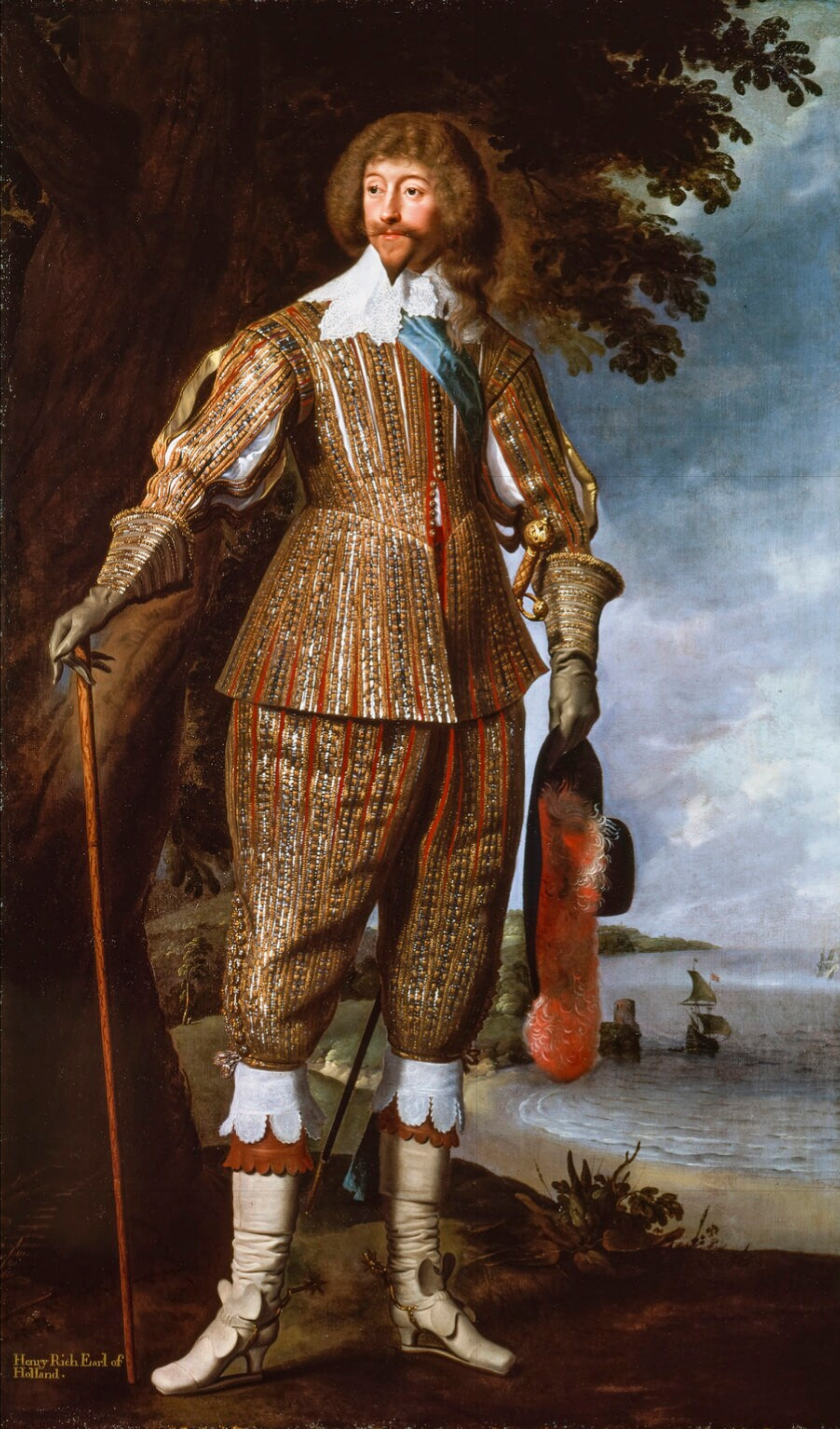
1640 en Holanda: hasta más abajo de la rodilla y con calcetón sobre las botas
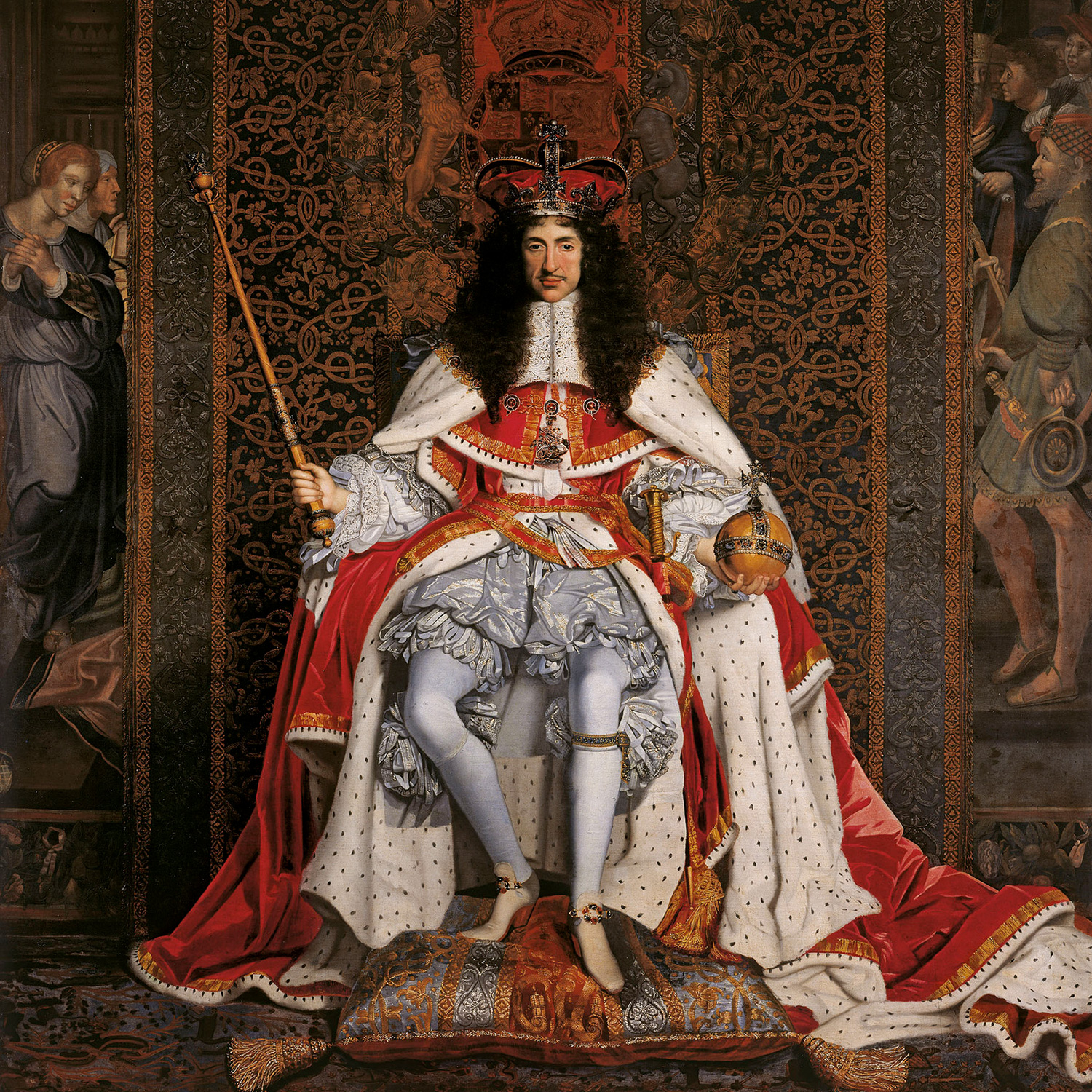
1661 o 1662: Carlos II de Inglaterra, con vestimenta de Rhingrave

Llegado el siglo XVIII se empezó a llevar la casaca. Con esta prenda los calzones se hicieron más ceñidos, ajustándose debajo de la rodilla. Se sujetaban a la cintura con una faja que a veces estaba adornada con unas caídas que se alcanzaban a ver por debajo de la casaca. La casaca, el chaleco y el calzón llegaron a formar un conjunto conocido como 'traje'. Era el traje rococó francés que tomó también el nombre de habit à la française. Por debajo se llevaba una camisa blanca con chorrera en el cuello y puños haciendo juego. Se empleaba la seda y el terciopelo adornado con ricos bordados y botones también bordados. El resto de la pierna se cubría con medias generalmente blancas.

El calzón en el siglo XVIII
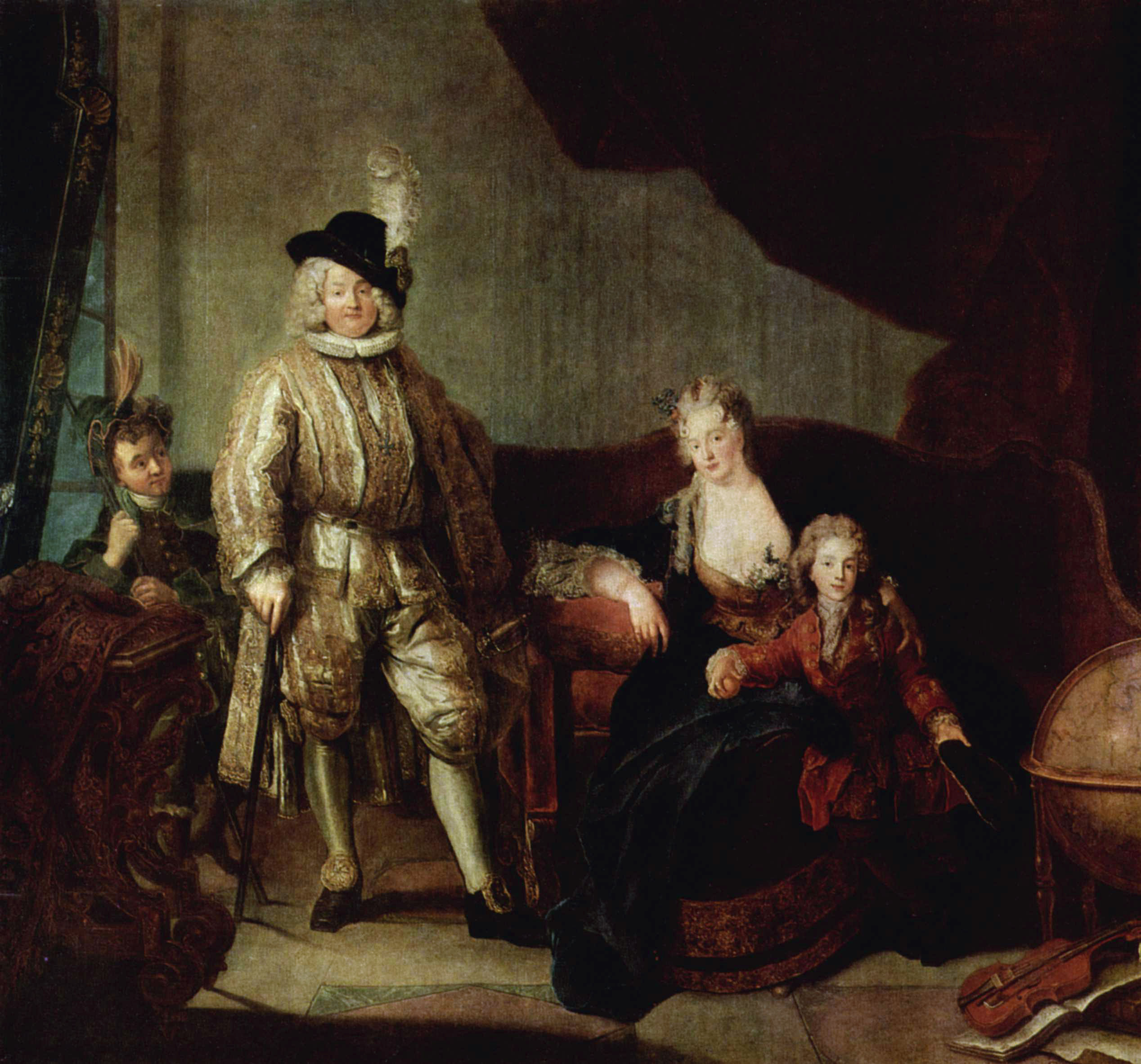
1711: Sigmund von Erlach, con conjunto de casaca, chaleco y calzón
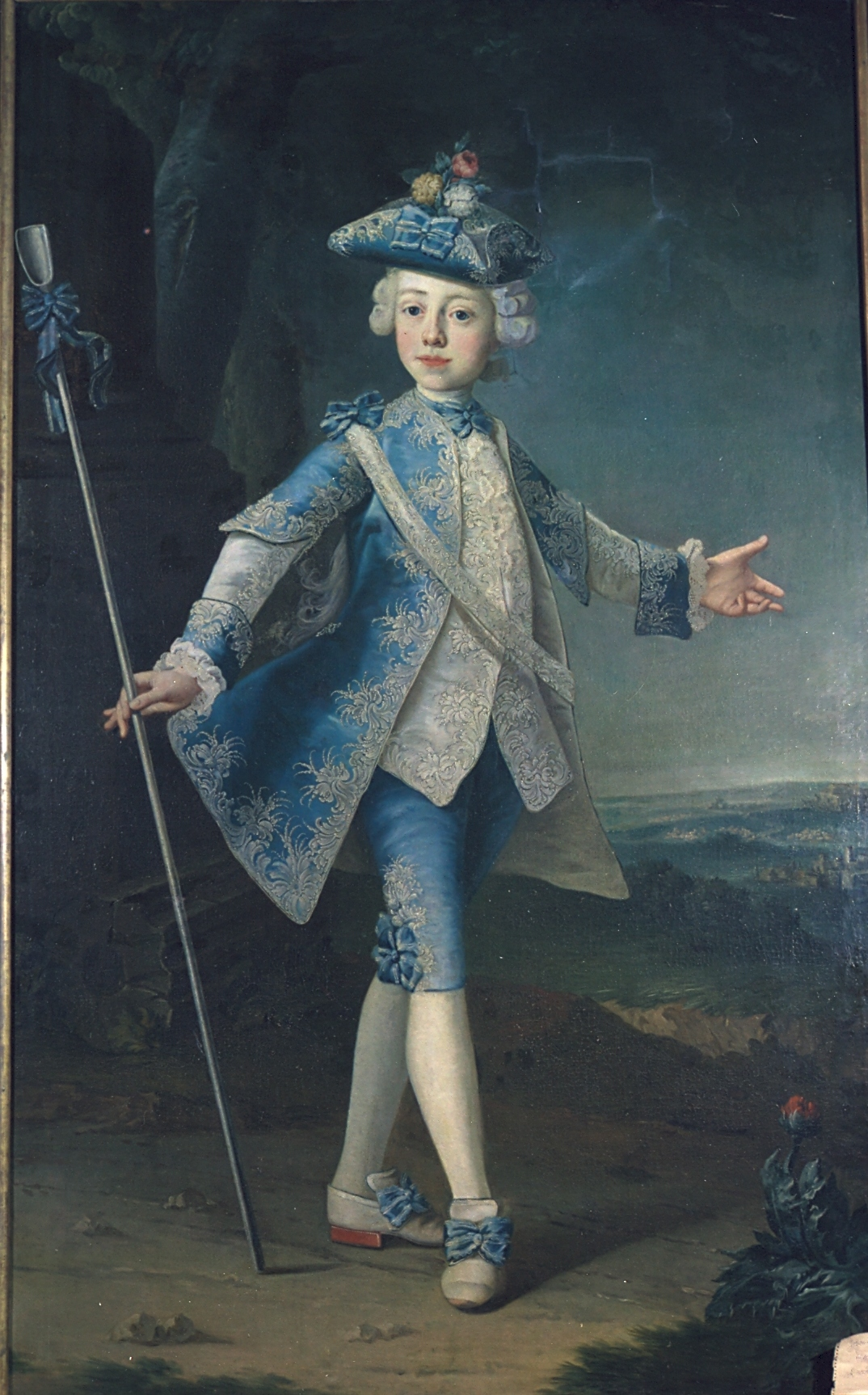
1730: niño en habit à la française
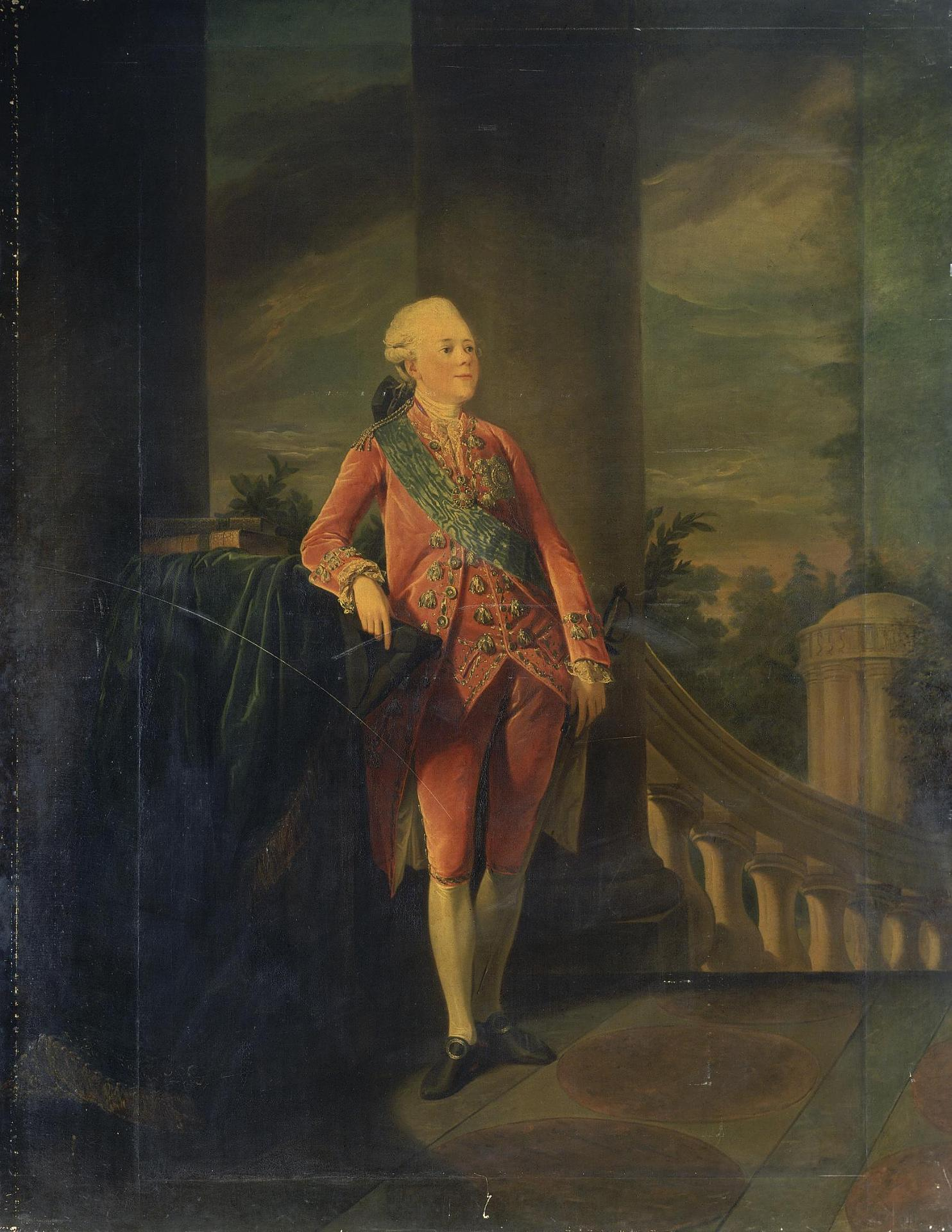
1773: el Gran Duque Paul Petrovich en habit à la française
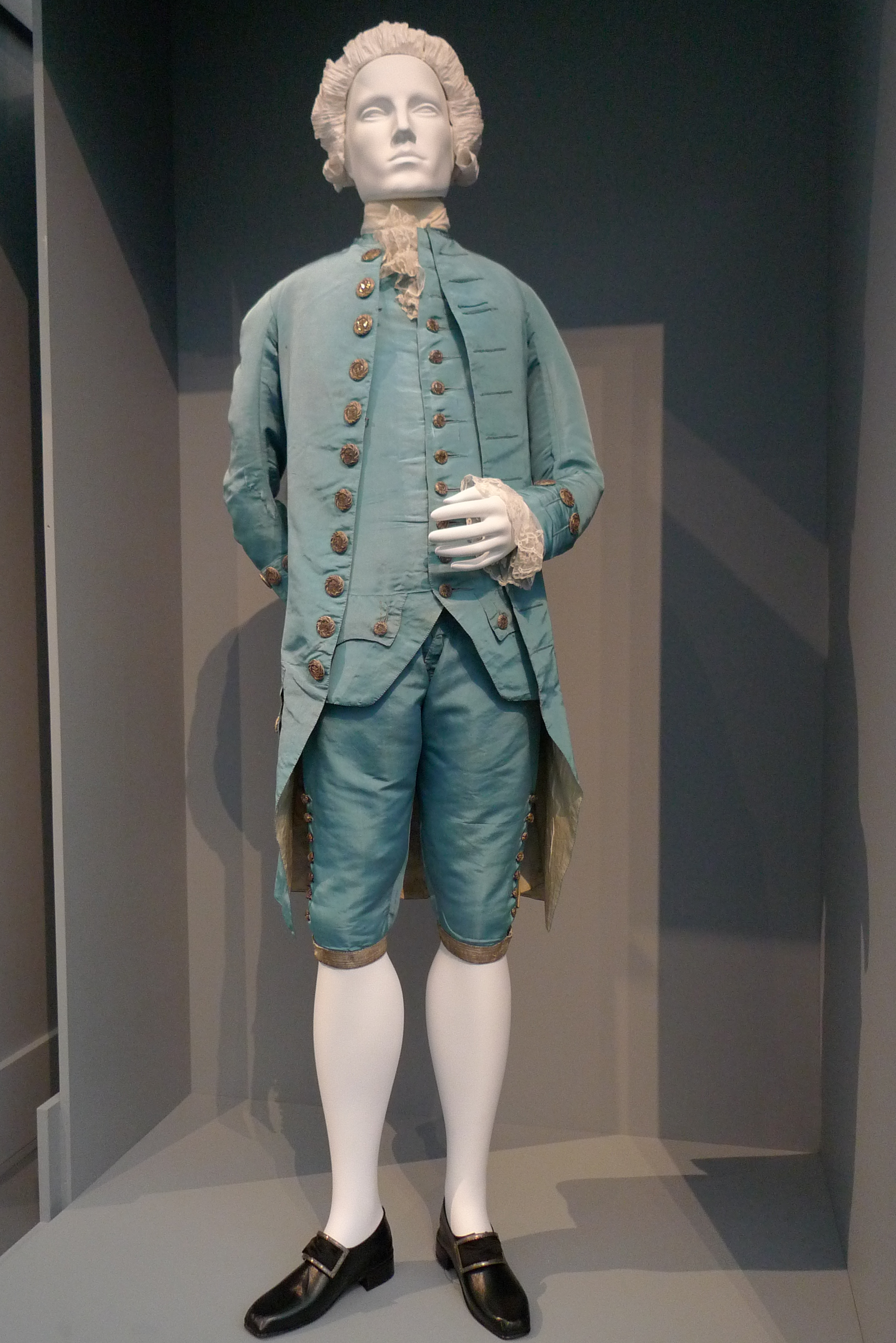
Maniquí mostrando un habit à la française

## Bragueta, braguetón o martingala
El Diccionario de Autoridades del siglo XVIII ya recogía la voz bragueta: «Bragueta es la cobertura, a manera de bolsa grande, en la división anterior de las bragas o calzas que se llaman atacadas, y cultamente se llamó martingala.» En origen, las calzas llevaban una pieza adicional que cubría y protegía la entrepierna. En el siglo XVI se puso de moda resaltar la virilidad del hombre y la bragueta tomó protagonismo y derivó en un adorno con gran relleno, muy llamativo. Pasado el tiempo esta bragueta se sustituyó por el «alzapón» y finalmente por una abertura vertical, lisa, abotonada o con cremallera.
En general eran piezas independientes aunque en algún inventario se citan como conjunto. También a través de algún inventario se tiene noticia de que el aditamento se confeccionaba igualmente para animales domésticos, como algún mono, tan en boga en aquellos tiempos.
En el siglo XVII el artilugio ya era considerado como una antigualla y era objeto de críticas y burlas por parte de los literatos:

Dícenme que sois galán

Y que sacáis por las fiestas

Para acreditar la gala

Bragueros de mil maneras,

Ya azules, ya colorados,

Ya verdes, ya rosaseca…

¿Cómo os avenís, buen viejo

Con la espada y pedorreras?
Alonso de Castillo Solórzano, La huerta de Valencia, 1629

Braguetas (o martingalas)
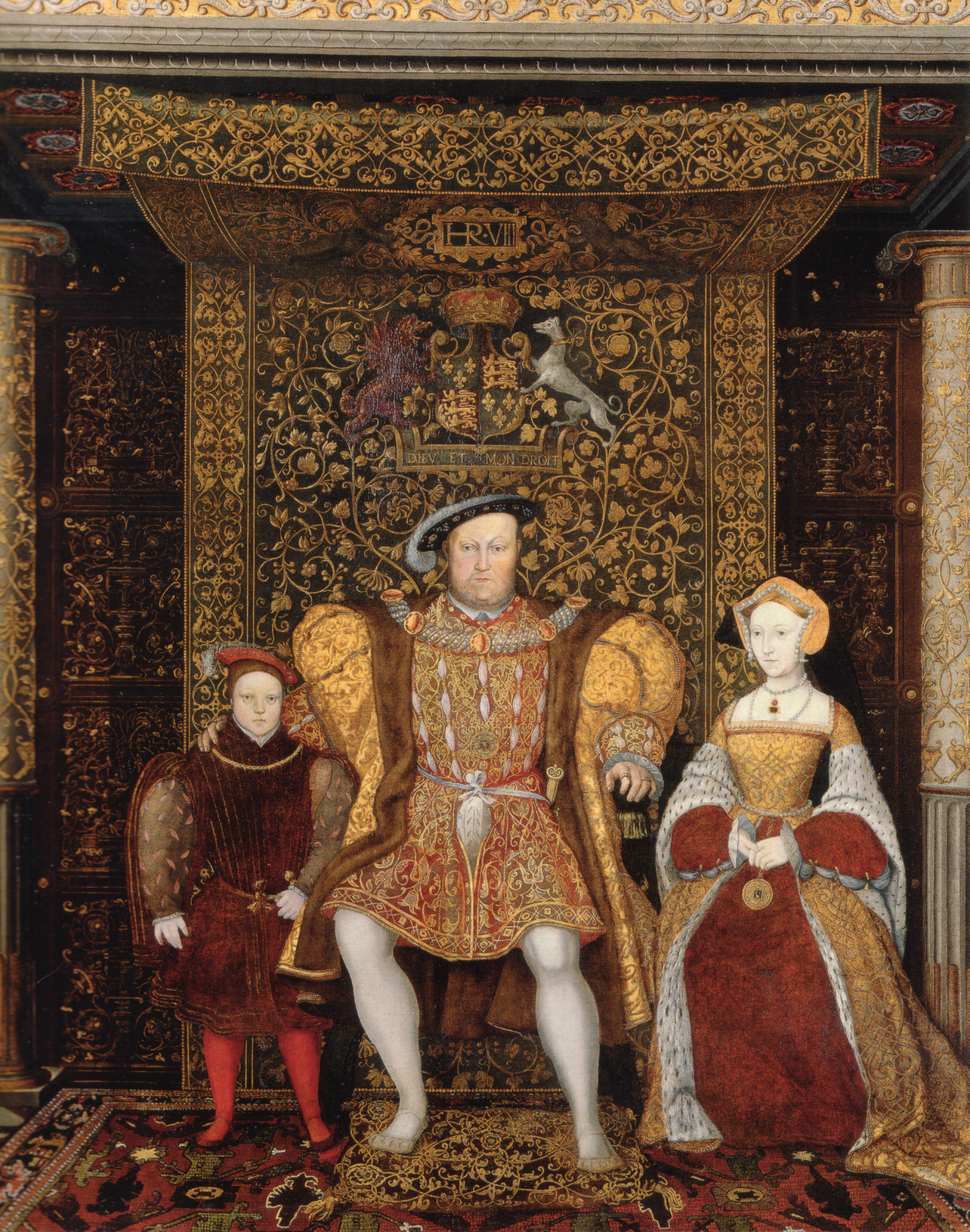
Hacia 1545: Enrique VIII de Inglaterra. Vestimenta de anchos hombros y bragueta o martingala prominente
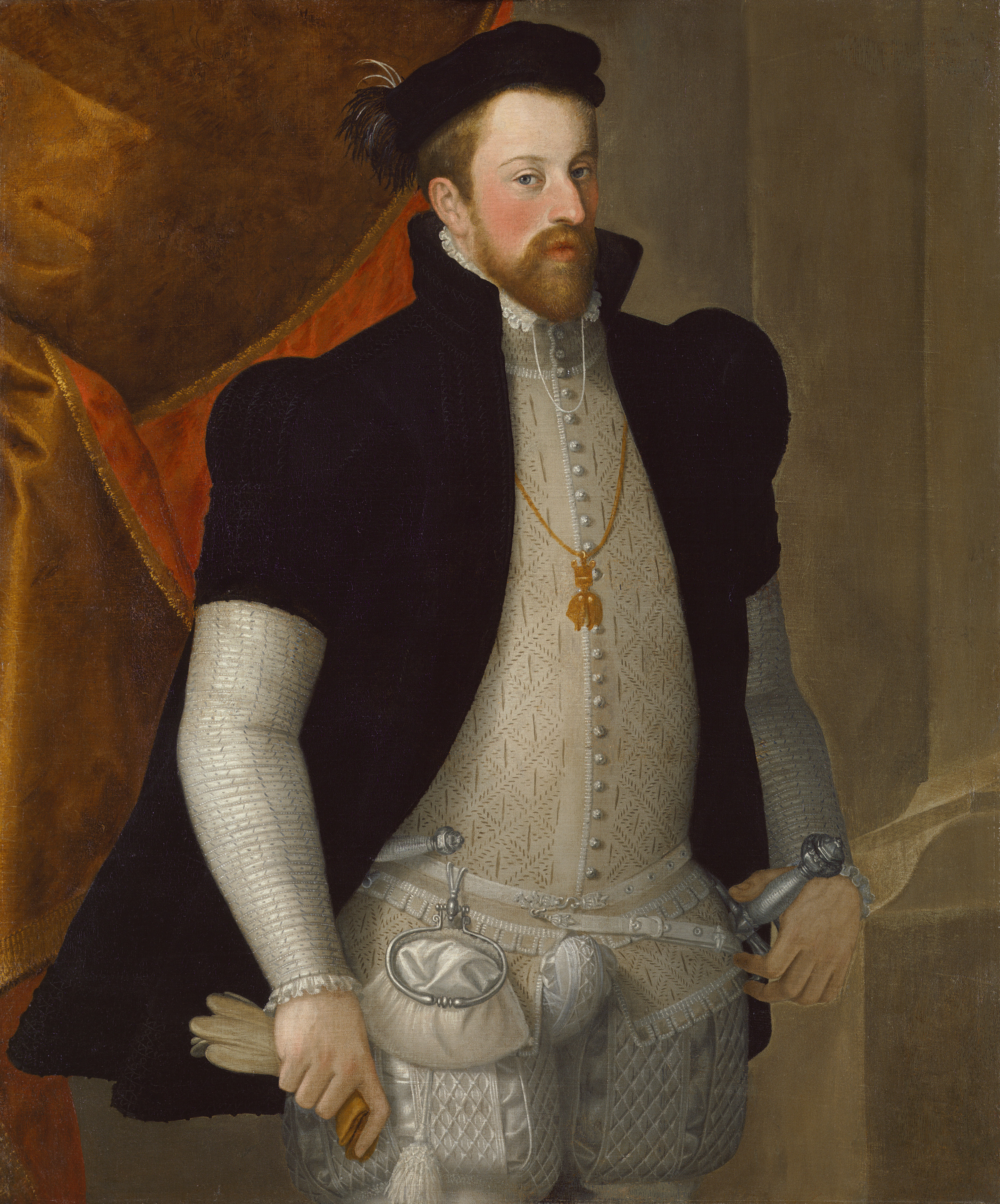
Hacia 1557: Fernando II del Tirol, con bragueta muy resaltada
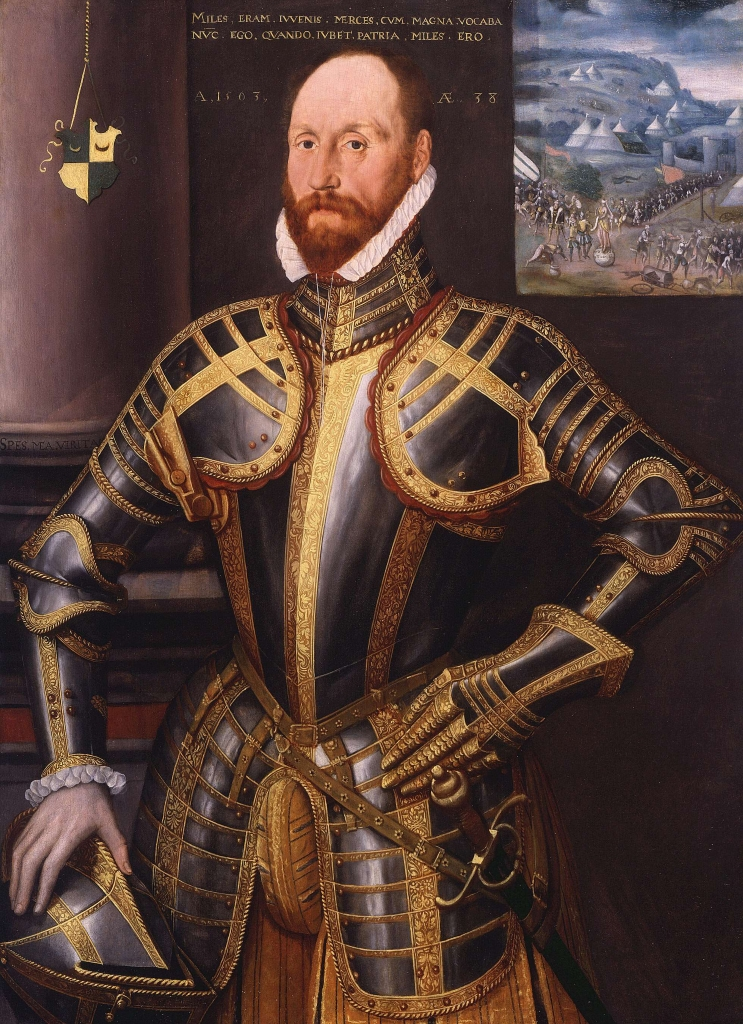
1563: John Farnham, vestimenta militar con martingala
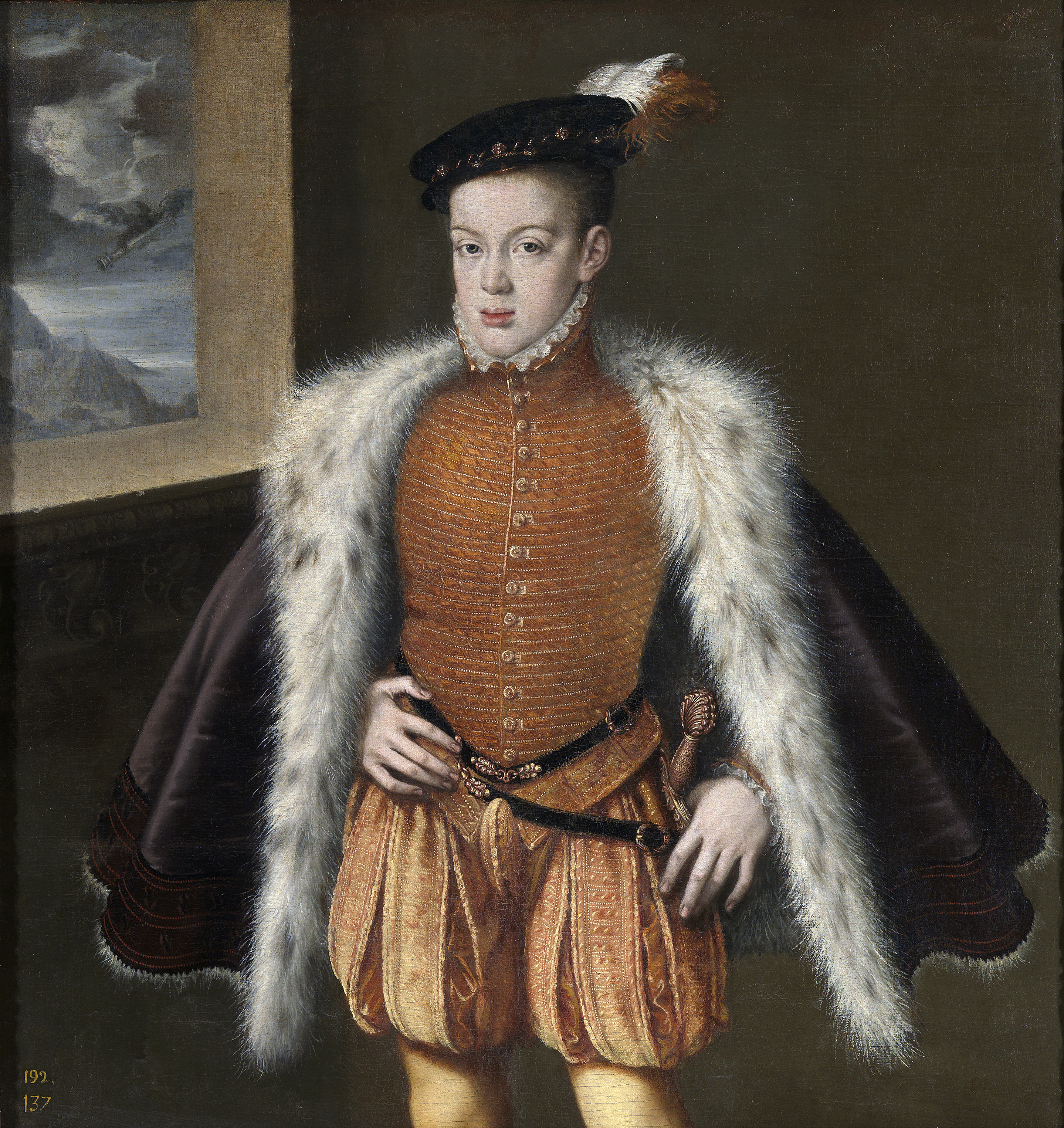
Hacia 1558: Retrato de El príncipe don Carlos, hijo de Felipe II y su primera esposa, la infanta María Manuela de Portugal.